# Monestir de Vénerque
El monestir de Sant Pere de Vénerque fou un establiment religiós del Llenguadoc, a la diòcesi de Tolosa, origen de l'abadia de Vénerque. Estava situat a uns 15 km de la ciutat de Tolosa en direcció al sud, a la riba de l'Arieja. El monestir apareix esmentat al catàleg de la dieta d'Aquisgrà (817). Posteriorment va ser unit a l'abadia de Saint-Pons de Thomières.